# Everybody Digs Bill Evans
Everybody Digs Bill Evans ist ein Jazz-Album von Bill Evans, das am 15. Dezember 1958 aufgenommen und im folgenden Jahr bei Riverside Records veröffentlicht wurde.

## Das Album
Everybody Digs Bill Evans war das zweite Album des Pianisten unter eigenem Namen nach seinem Debüt mit New Jazz Conceptions 1956. 1958 arbeitete Evans mit dem Trompeter Miles Davis zusammen (Milestones); die beiden Musiker bewegten sich „in dieser Phase ihrer Entfaltung parallel aufeinander zu“, schrieb der Evans-Biograph Hans E. Petrik, „und dann sollte noch fast ein Jahr vergehen, bis Davis dann die perfekte Fusion seiner spezifischen Fähigkeiten mit denen von Evans vollzog. Dies geschah im Frühjahr 1959, als Kind of Blue entstand“.
Im Oktober 1958 endete die Zusammenarbeit von Evans und Davis; der sensible Pianist hatte den Spannungen in der Davis-Band mit Coltrane und Adderley nicht länger standgehalten. Er wirkte noch an Art Farmers Album Farmer’s Market mit und verschwand dann nach Florida, wo seine Eltern ein Haus hatten, spielte Golf, übte Klavier und pausierte ansonsten. Im November 1958 kehrte er nach New York zurück, wo er zunächst mit George Russells Jazz Workshop arbeitete. Kurz darauf holte ihn Orrin Keepnews, der Produzent des kleinen Jazzlabels Riverside Records ins Studio; Schon Evans’ Debütalbum New Jazz Conceptions war 27 Monate zuvor bei Riverside aufgenommen worden. Mit dem Bassisten Sam Jones, den Evans aus der Adderley-Band kannte, und mit dem Schlagzeuger Philly Joe Jones, dem Kollegen aus der Miles-Davis-Band, sollte erneut ein Trioalbum entstehen. Das Resultat bestach besonders durch einige langsame Stücke wie der Evans-Eigenkomposition „Peace Piece“, die er schon in seiner unverkennbaren Art interpretierte; eine Entwicklung, die ihren Höhepunkt in den Aufnahmen des Trios mit Scott LaFaro und Paul Motian ab Dezember 1959 in Alben wie Portrait in Jazz, Explorations und schließlich im Village Vanguard Konzert am 25. Juni 1961 haben sollte.

## Wirkungsgeschichte
Everybody Digs Bill Evans zählt inzwischen zu den klassischen Alben des Riverside-Labels, so wie u. a. Brilliant Corners von Thelonious Monk, The Incredible Jazz Guitar von Wes Montgomery oder Kelly Blue von Wynton Kelly.
Richard Cook und Brian Morton zeichnen in ihrem Penguin Guide to Jazz das Album mit der Höchstnote von vier Sternen aus. Der All Music Guide bewertete es mit 4 (von 5) Sternen.

## Die Titel
- Bill Evans – Everybody Digs Bill Evans (Riverside RLP 12-291)

1. Minority (Gigi Gryce) – 5:21
2. Young and Foolish (Hague/Horwitt) – 5:53
3. Lucky to Be Me (Betty Comden/Adolph Green) – 3:39
4. Night and Day (Cole Porter) – 7:34
5. Epilogue (Evans) – 0:39
6. Tenderly (Walter Gross) – 3:32
7. Peace Piece (Evans) – 6:42
8. What Is There to Say? (E. Y. Harburg/Vernon Duke) – 4:53
9. Oleo (Sonny Rollins) – 4:07
10. Epilogue – 0:41 (Evans)

Der Bonus-Track „Some Other Time“ wurde bereits einer CD-Veröffentlichung mit beschränkter Auflage von JVC JVCXR-0020-2, 1981 hinzugefügt. Der Titel wurde wie die anderen Titel des Albums am 15. Dezember 1958 eingespielt.